# 춘사 나운규 (드라마)
《춘사 나운규》는 1991년 8월 14일부터 1991년 8월 15일까지 MBC에서 방영된 8.15 특집 드라마로, 한국인의 재발견 시리즈 중 여덟 번째이며 이 시리즈의 마지막 편이다. 제1부 〈아리랑 고개〉, 제2부 〈별은 잠들지 않는다〉로 소제목이 있다.
이 드라마는 대한민국 최초의 영화감독이자 배우인 춘사 나운규의 일생을 다뤘는데 그의 영화 《아리랑》도 드라마상에서 재현하였다. 또한 예술인 나운규를 독립운동가의 측면에도 초점을 맞춰 조명하였다. 더불어, 주인공 나운규를 맡은 이덕화는 적극 자원하여 노개런티로 출연하였다.

## 등장 인물
- 이덕화 : 나운규 역
- 김동주 : 조정옥 역 - 나운규의 아내
- 송나영 : 윤마리아 역 - 나운규의 첫사랑
- 박지영 : 미데코 역 - 나운규가 동경 유학시절 만난 일본 여자
- 오연수 : 현방란 역 - 영화배우
- 음정희 : 나운규의 애첩 역